# Diceratucha xenopsis
Diceratucha xenopsis is een processievlinder uit de familie van de tandvlinders (Notodontidae). De wetenschappelijke naam van de soort is voor het eerst geldig gepubliceerd in 1902 door Lower.